# Resolutie 955 Veiligheidsraad Verenigde Naties
Resolutie 955 van de Veiligheidsraad van de Verenigde Naties werd op 8 november 1994 aangenomen. Dertien leden van de Raad stemden voor de resolutie, Rwanda stemde tegen en China onthield zich.
Dit is de resolutie op basis waarvan het Rwanda-tribunaal gevormd is.

## Standpunten
Rwanda, dat op dat moment als niet-permanent lid deel uitmaakte van de Veiligheidsraad, stemde tegen. Inmiddels waren de Tutsi, die het grootste slachtoffer van de genocide waren geweest, er aan de macht gekomen. De Rwandese vertegenwoordigers vonden het belangrijk dat er eindelijk een einde kwam aan de straffeloosheid waarmee al decennialang met etnische of politieke motieven gemoord werd in Rwanda. Alleen dan kon er ook verzoening zijn. Men had ook zelf om een tribunaal gevraagd, zodat de vervolging van de daders eerlijk overkwam en niet gehaast en wraakzuchtig. Men was het echter oneens over een aantal zaken die nu op tafel lagen:
- De ratione temporis was beperkt tot misdaden begaan in 1994, terwijl de genocide al veel langer gepland was.
- Vijf rechters was te weinig en het tribunaal moest een eigen openbaar aanklager en kamer van beroep krijgen. Deze zouden nu worden gedeeld met het Joegoslavië-tribunaal.
- Het tribunaal moest zich ook in hoofdzaak bezig houden met dé misdaad genocide. Minder zware misdaden moesten aan Rwandese tribunalen worden gelaten.
- Een aantal landen zou actief hebben deelgenomen aan de burgeroorlog. Men wilde niet dat die landen rechters zouden voordragen of deelnemen aan de verkiezing van rechters. Rwanda doelde hiermee vooral op Frankrijk.[2]
- Veroordeelden zouden hun straf buiten Rwanda uitzitten, waardoor andere landen verder over hen zouden beslissen.
- Het tribunaal kon geen doodstraffen uitspreken, terwijl dit in Rwanda wel kon. Daardoor zouden zij die de genocide hadden geleid minder zwaar gestraft worden dan de uitvoerders, wat verzoening niet ten goede zou komen.
- Voor Rwanda moest het tribunaal in Rwanda worden gevestigd. De locatie was nog niet vastgelegd en werd later Arusha in buurland Tanzania.

China was geen voorstander van het oprichten van tribunalen onder Hoofdstuk VII van het Handvest van de Verenigde Naties, maar had het gezien de sterke vraag van Rwanda en andere Afrikaanse landen wel willen overwegen. Volledige medewerking van Rwanda was echter cruciaal, en omdat dat land nog niet akkoord was, vond men deze resolutie te vroeg komen.

## Achtergrond
Toen Rwanda een Belgische kolonie was, werd de Tutsi-minderheid in het land verheven tot een elitie die de grote Hutu-minderheid wreed onderdrukte. Na de onafhankelijkheid werden de Tutsi verdreven en namen de Hutu de macht over. Het conflict bleef aanslepen, en in 1990 vielen Tutsi-milities verenigd als het FPR Rwanda binnen. Met westerse steun werden zij echter verdreven. In Rwanda zelf werd de Hutu-bevolking opgehitst tegen de Tutsi. Dat leidde begin 1994 tot de Rwandese genocide. De UNAMIR-vredesmacht van de Verenigde Naties kon vanwege een te krap mandaat niet ingrijpen.

## Inhoud
De Veiligheidsraad had rapporten gekregen waaruit bleek dat er ernstige schendingen van het internationaal humanitair recht en genocide hadden plaatsgevonden in Rwanda. Die misdaden moesten worden gestopt en de verantwoordelijken berecht. Dat laatste zou ook bijdragen aan de nationale verzoening en het herstel van de vrede. Een internationaal tribunaal werd hiervoor het meest beschikt geacht. Daarnaast moest ook het Rwandese rechtssysteem worden versterkt om een groot aantal verdachten te kunnen berechten.
De Veiligheidsraad besloot een internationaal tribunaal op te richten om personen die genocide en andere ernstige schendingen van het humanitair recht pleegden in Rwanda en buurlanden tussen 1 januari en 31 december 1994 te vervolgen. Daartoe werd ook de statuten van het tribunaal aangenomen. Deze statuten waren als bijlage aan deze resolutie gehecht. Alle landen moesten meewerken met en bijdragen aan het tribunaal. Secretaris-generaal Boutros Boutros-Ghali werd gevraagd deze resolutie snel uit te voeren en mogelijke locaties voor het tribunaal te zoeken. Het aantal rechters en rechtszalen kon later worden uitgebreid indien nodig.

## Verwante resoluties
- Resolutie 929 Veiligheidsraad Verenigde Naties
- Resolutie 935 Veiligheidsraad Verenigde Naties
- Resolutie 965 Veiligheidsraad Verenigde Naties
- Resolutie 977 Veiligheidsraad Verenigde Naties (1995)

Lijst ·  893 ·  894 ·  895 ·  896 ·  897 ·  898 ·  899 ·  900 ·  901 ·  902 ·  903 ·  904 ·  905 ·  906 ·  907 ·  908 ·  909 ·  910 ·  911 ·  912 ·  913 ·  914 ·  915 ·  916 ·  917 ·  918 ·  919 ·  920 ·  921 ·  922 ·  923 ·  924 ·  925 ·  926 ·  927 ·  928 ·  929 ·  930 ·  931 ·  932 ·  933 ·  934 ·  935 ·  936 ·  937 ·  938 ·  939 ·  940 ·  941 ·  942 ·  943 ·  944 ·  945 ·  946 ·  947 ·  948 ·  949 ·  950 ·  951 ·  952 ·  953 ·  954 ·  955 ·  956 ·  957 ·  958 ·  959 ·  960 ·  961 ·  962 ·  963 ·  964 ·  965 ·  966 ·  967 ·  968 ·  969